# 韋恩城 (伊利諾伊州)
韋恩城（英語：Wayne City）是位於美國伊利諾伊州韋恩縣的一個村落。

## 地理
韋恩城的座標為38°20′48″N 88°35′26″W / 38.34667°N 88.59056°W，而該地最高點為海拔高度132米（即433英尺）。

## 人口
根據2010年美國人口普查的數據，韋恩城的面積為4.44平方千米，當中陸地面積為4.44平方千米，而水域面積為0.00平方千米。當地共有人口1032人，而人口密度為每平方千米232人。